# Getahovit
Getahovit (en arménien Գետահովիտ ; jusqu'en 1978 Tala) est une communauté rurale du marz de Tavush, en Arménie. Elle compte 2 043 habitants en 2008.